# Werner Winsemann
Werner Winsemann, né le 15 janvier 1933 en Allemagne, est un ancien arbitre canadien de football. Il est le seul arbitre canadien à avoir officié en coupe du monde.

## Carrière
Il a officié dans des compétitions majeures :
- Jeux olympiques de 1972 (2 matchs)
- Coupe du monde de football de 1974 (1 match)
- Jeux olympiques de 1976 (1 match)